# Johann Daniel Felsko

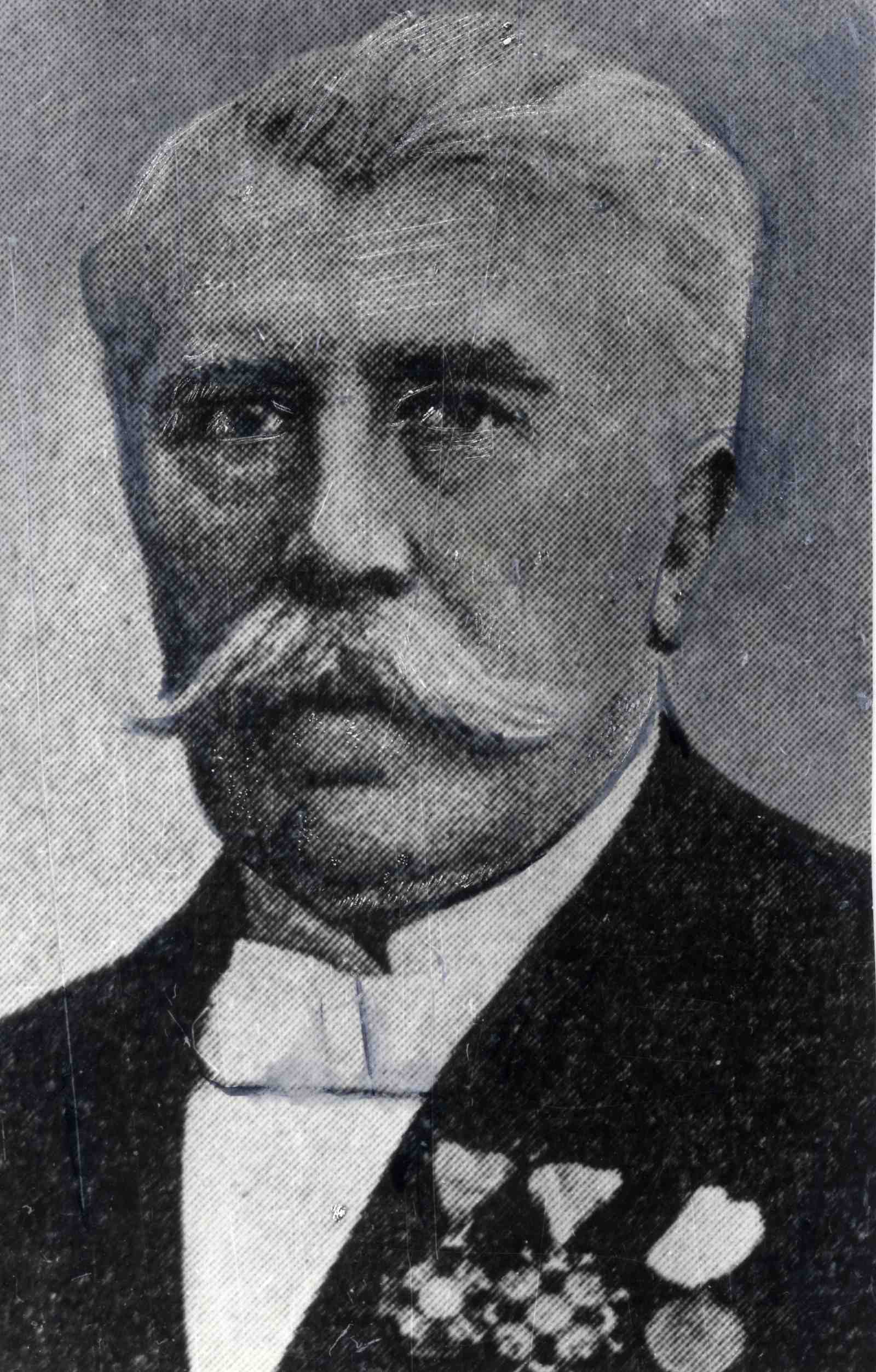
Johann Daniel Felsko

Johann Daniel Felsko (auch: Felskau, lettisch Johans Daniels Felsko; * 30. Oktober 1813 in Riga; Russisches Kaiserreich; † 7. Oktober 1902 ebenda) war ein deutsch-baltischer Architekt, Stadtplaner und zwischen 1844 und 1879 Stadtbaumeister von Riga Seine wichtigste Lebensleistung bestand in der Entwicklung des Rigenser Stadtzentrums.

## Leben und Familie

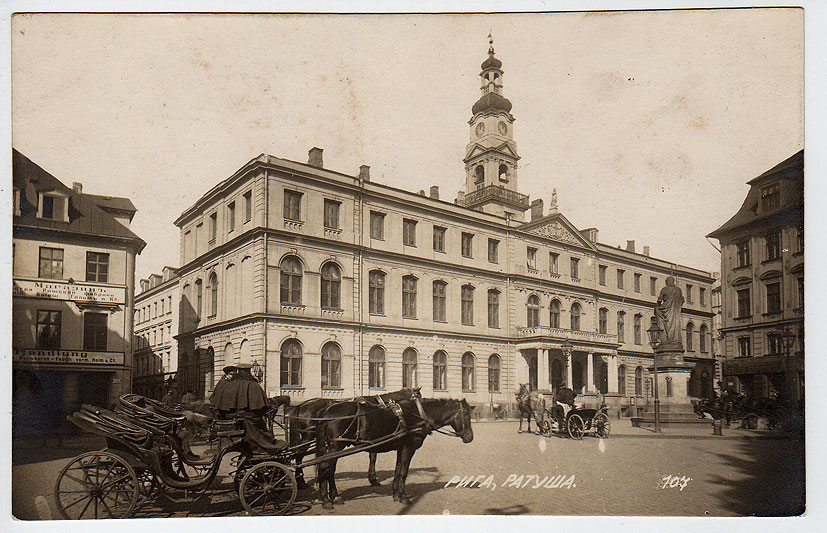
Das Rathaus von Riga zu Beginn des 20. Jahrhunderts

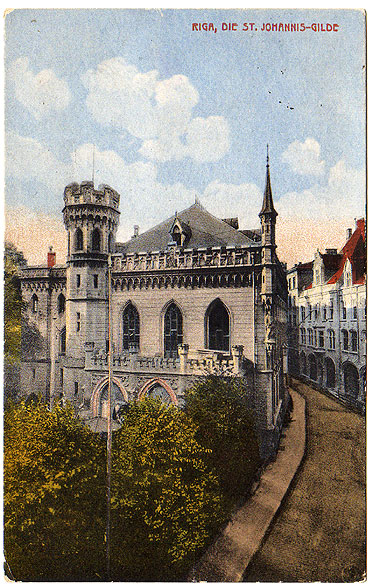
Die kleine Gilde zu Riga

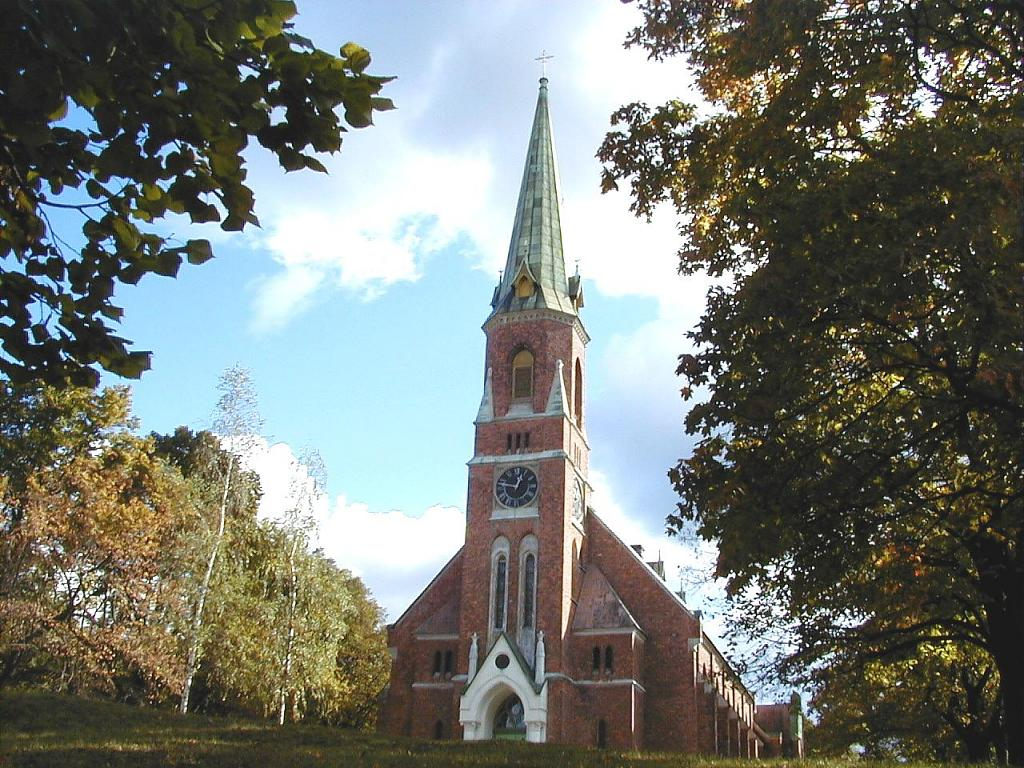
Kirche der Heiligen Dreifaltigkeit in Riga-Sarkandaugava

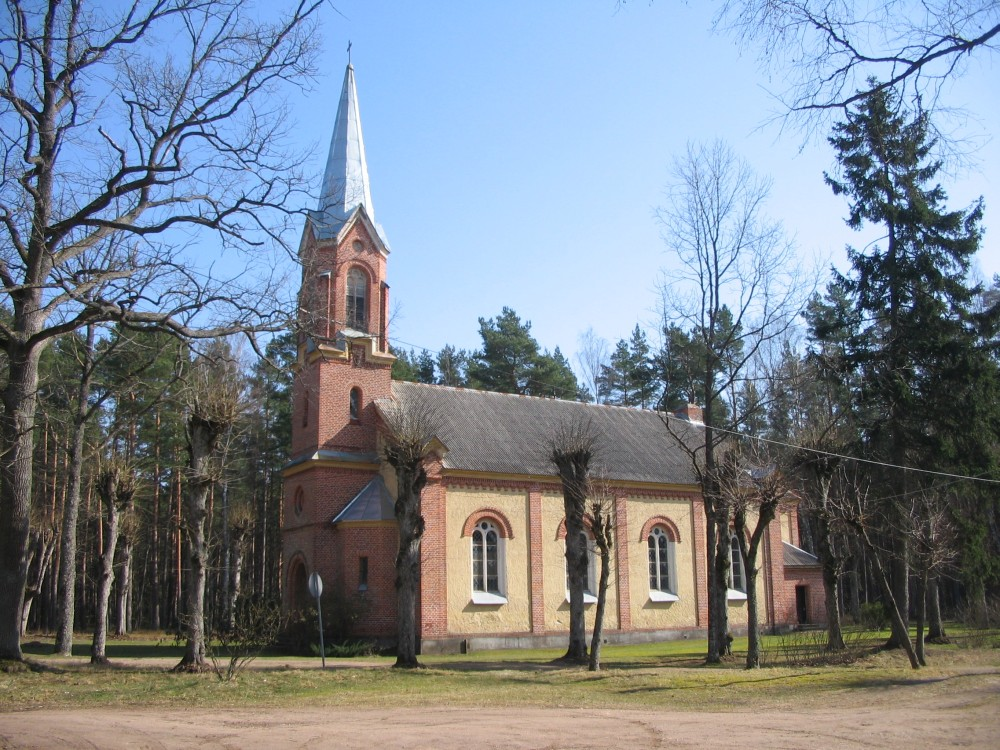
St.-Johannes-Kirche Spuņciems

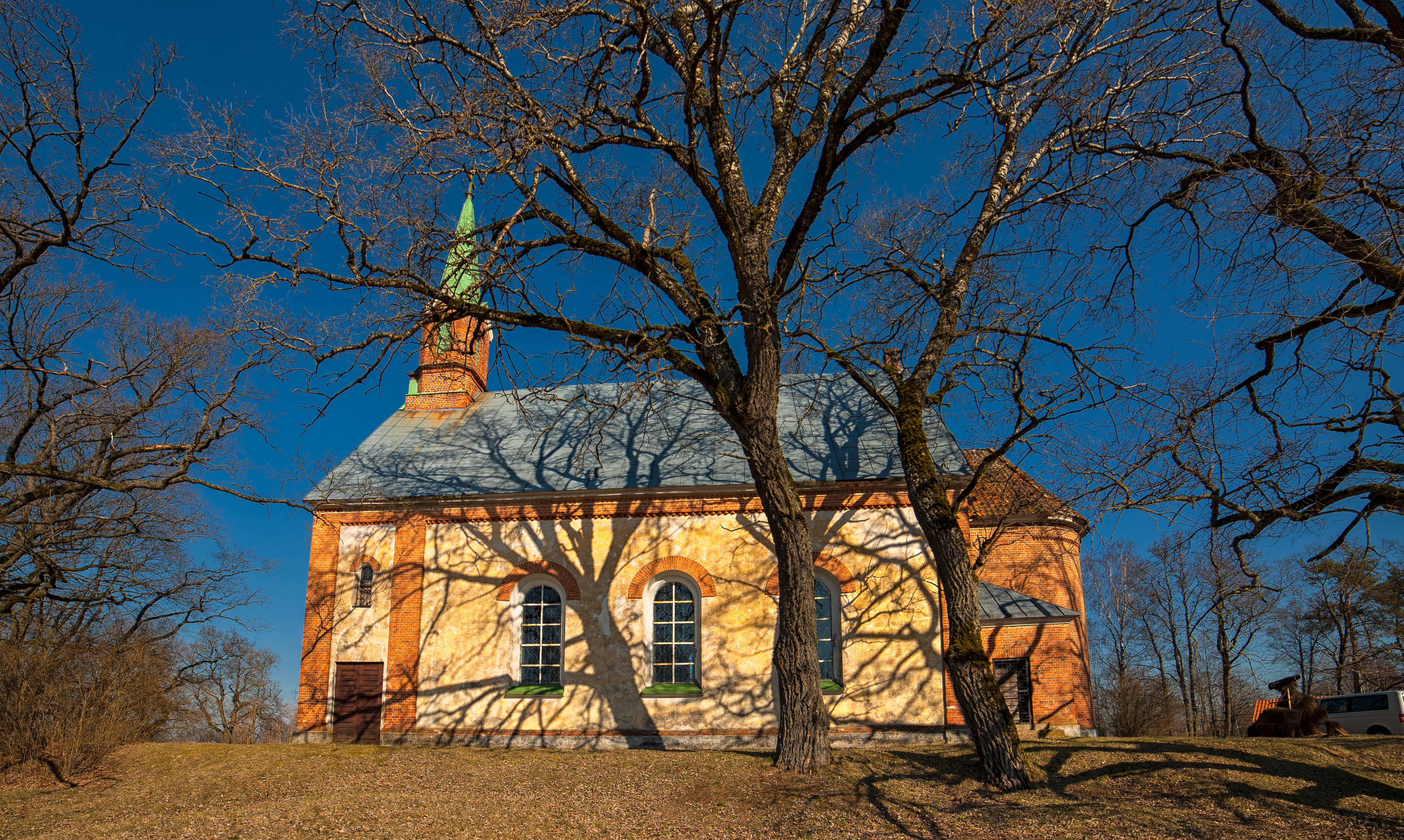
St.-Anna-Kirche Piņķi

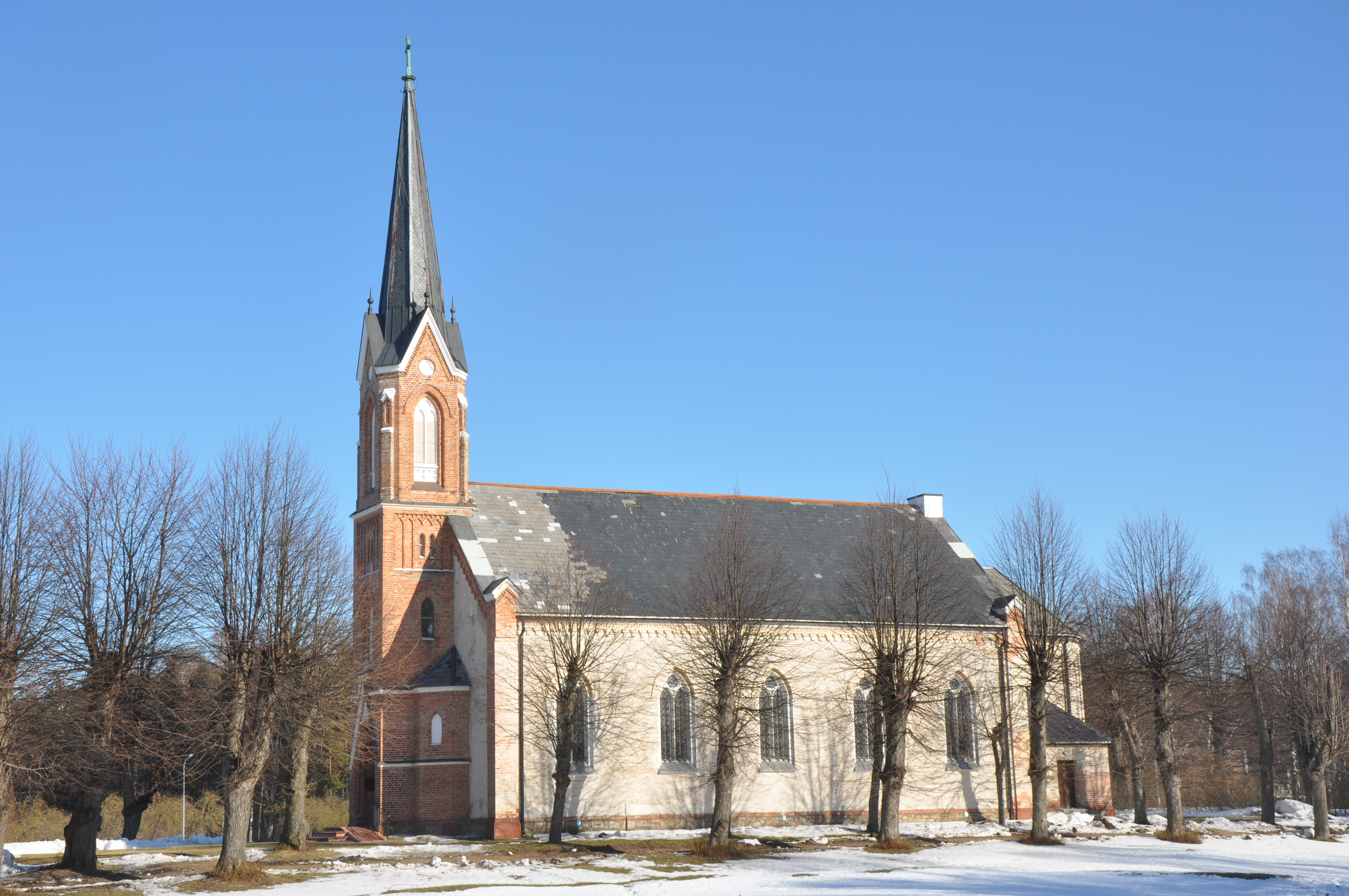
St.-Nikolaikirche Piņķi

Johann Felsko wurde als Sohn des Maurers Johann Jakob Felskau (1779–1858), der 1805 aus Königsberg nach Riga übersiedelt war, und der Therese Luise Heydemann (1773–1868) aus Schönberg im Gouvernement Kurland geboren. Johann Felsko heiratete 1842 Georgine Wilhelmine Groos aus Kopenhagen; sie hatten drei Kinder, darunter den Architekten Karl Johann Felsko (1844–1918) und den Maler Oskar Eduard Daniel Felsko (1848–1921).

## Ausbildung
Johann Felsko erlernte das Bauhandwerk als Geselle des Architekten und Baumeisters Johann Daniel Gottfriedt bis zu dessen Tod 1831. Danach bildete er sich bis 1832 im Technischen Zeichnen bei Johann Adolf Spazier weite, bevor ihn seine Gesellenjahre nach Königsberg und Warschau führten. In Warschau arbeitete er bei Kapitän Gersohn an Befestigungsanlagen. Auf dessen Empfehlung gelangte er nach Kopenhagen, Posen in Südpreußen und Hillerød, wiederum in Dänemark. Felsko studierte von 1835 bis 1840 Architekturwissenschaften an der Königlich Dänischen Kunstakademie. Mit einem Stipendium des Stadtrats von Riga setzte er seine Studien an der Russischen Kunstakademie in Sankt Petersburg fort und erwarb dort 1851 einen Abschluss als freier Künstler.

## Schöpfer des modernen Riga
Eines der ersten großen Projekte Felskos war die Rekonstruktion des Rigenser Rathauses 1848. Er erhöhte das klassizistische Gebäude von 1785 um ein drittes Stockwerk, behielt dabei aber die harmonischen Proportionen und den historischen Charakter des Gebäudes bei. 1849 renovierte er den neugotischen Turm der Johanneskirche. 1856 genehmigte Zar Alexander II. die Schleifung der Stadtbefestigungen und Felsko machte sich, gemeinsam mit seinem Kollegen Otto Dietze unverzüglich an die Neuplanung des Stadtzentrums. Im Herbst desselben Jahres waren die Pläne fertig, im Jahr darauf wurden sie vom Zaren angenommen. und man begann damit, die alten Befestigungsanlagen abzubauen. Aus Kostengründen erfuhr das ursprüngliche Vorhaben einige Änderungen, die grundsätzlichen Überlegungen Felskos blieben jedoch unangetastet und wurden mit der Konstruktion eines Halbkreises aus Boulevards verwirklicht. Es entstand ein städtebauliches Ensemble, bei dem ein Kanal, der aus dem Graben der Befestigungsanlagen umgestaltet wurde, zu einer zentralen Achse der Komposition wurde, an den sich freistehende öffentliche Gebäude, Grünflächen und einzelne Wohngebäude anschlossen. In den 1870er Jahren wurde die Zitadelle abgerissen und das Gebiet der Esplanade nach den Vorgaben der Pläne von Felsko und Dietze umgestaltet.

## Arbeiten im neugotischen Stil
Felsko ist auch der Urheber verschiedener Schulen, darunter 1874 des Stadtgymnasiums am Raiņis-Boulevard 8 (heute 1. Staatsgymnasium Riga), 1876–1879 der städtischen Schule an der Krišjāņis-Valdemār-Straße 1 (heute das Staatliche Gymnasium Riga Nr. 2) und 1876 der Schule der Handwerkerzunft am Aspāzijas Boulevard 34. Er entwarf neben anderen 1873 das Sadownikow-Armenhaus an der Sadovņikov-Straße 20, verschiedene Wohngebäude an der Elisabeth-Straße 49 (1870), der Antonija-Straße 2 (1879), der Brīvības-Straße 71 (1879) und der Šķūņu-Straße 11. Felsko verwendete in seinen Gebäuden ein breites Spektrum formaler Elemente des Eklektizismus, auch Anleihen aus der Renaissance und des Rundbogenstils sind zu finden. Stilbestimmend jedoch war die Neugotik in von Gebäude zu Gebäude unterschiedlichen Ausprägungen. Seine Vorstellungen zur Rekonstruktion des Rigenser Stadtzentrum enthielten auch eine Bebauung des Daugava-Ufers im neugotischen Stil, dieser Traum blieb unverwirklicht. Die städtischen Gaswerke Nr. 1 am Bastei-Boulevard 1 konnte er 1861 bauen, heute stehen die mächtigen Gastanks allerdings nicht mehr.
Eines der wichtigsten Werke Felskos ist die Kleine Gilde an der Amata-Straße 3/5 in der Altstadt von Riga (1864–1866). Das Gebäude harmoniert mit seinem etwas älteren Nachbargebäude, der Großen Gilde. Felsko schuf einen kleinen offenen Platz vor deren wuchtiger pseudo-mittelalterlichen Erscheinung, der bei seinen Zeitgenossen gut ankam. Die Inneneinrichtung der kleinen Gilde ist erlesen und schmuckvoll. Glasmalereien des Hannoveraner Künstlers Alois Freystadtl zieren viele der Bleiglasfenster. Glasmalereien in den Fenstern der Räume, die heute von Schauspielern genutzt werden, zeigen Porträts des Künstlers und Felskos.
Eine Reihe von Kirchen im neugotischen Stil entstanden ebenfalls nach Entwurf Felskos: in Riga die Martinskirche (1851), die alte Gertrudenkirche (1863–1868), und die anglikanische Erlöserkirche (1859), die Kirche der Heiligen Dreieinigkeit im Vorort Sarkandaugava (1876–1878), die St.-Johannes-Kirche in Spuņciems (1869–1870) sowie auf dem Gut Piņķi die Annenkirche (1857–1859) und die Nikolaikirche (1873–1874).